# Usine DPCA de Xiangyang
L'usine DPCA de Xiangyang  (ex-Xiangfan) est une usine de Dongfeng Peugeot-Citroën Automobiles implantée dans la province de Hubei en Chine, à 350 km de Wuhan. La surface totale du site est de 54,4 ha avec une surface couverte de 24,3ha à fin 2010. Environ 10 français travaillent dans l'usine DPCA de Xiangfan où J. P. Ardoin est le chef de l'administration de l'usine et J. F. Maurer, le chef de la qualité.
Livrant des organes mécaniques pour l'usine terminale de Wuhan, elle produit des moteurs (EW10 et TU), des boîtes de vitesses et des liaisons au sol. 
Environ 800 moteurs, 800 trains avant, 370 essieux arrière et 600 boîtes mécaniques sont fabriqués chaque jour. En 2008, les ateliers occupent une surface couverte de 88 000 m² avec une extension en cours pour développer l’usinage de culasses et augmenter la capacité de production de l’usine à 360 000 organes par an.
L’usine mécanique de Xiangyang a début 2011 une capacité de production annuelle de 640 000 moteurs et boîtes de vitesses. En 2010, elle produit :
- 424 762 moteurs (+ 31,5 % par rapport à 2009)
- 282 888 boites de vitesses (+ 22,1 % par rapport à 2009)[1]